# Villa Martelli
Villa Martelli es uno de los nueve barrios que componen el partido de Vicente López, en la zona norte del Gran Buenos Aires, Provincia de Buenos Aires, Argentina.

## Fundación: 6 de mayo de1910
El barrio de Villa Martelli pertenece al Partido de Vicente López. Vicente López se funda en 1905, como un desprendimiento de San Isidro. La fecha oficial de la fundación de Villa Martelli es el 6 de mayo de 1910, fecha que se establece por un loteo (o fraccionamiento de tierras) realizado en la zona por parte del Banco Español del Río de la Plata bajo la responsabilidad de la firma Romano Barroca, sin embargo, algunos indican que no parece haber documentación suficiente que la sustente adecuadamente. Otros, en cambio, sitúan la fundación en otro loteo, el realizado el 17 de septiembre de 1911 por Bacigaluppi y Rua de 250 lotes entre las calles Bolivia, Laprida, Venezuela y Av. Mitre, de la que sí hay documentación que la avala. Ya sea la fundación oficializada del 6 de mayo de 1910, ya sea el 17 de septiembre de 1911, lo cierto es que no existe un acto con una intención fundacional y que Villa Martelli nace “por un loteo” entre mayo de 1910 y septiembre de 1911.

## Geografía

### Ubicación y límites
1964. El Intendente José A. Burman, el 27 de julio de 1964, por Disposición Municipal N° 2480 fija los límites de la ciudad de Villa Martelli. Limita al este con Florida (Av. Mitre); al norte con Florida Oeste (calle Melo); al oeste, con el partido de San Martín, (Av. de los Constituyentes) y al sur con la Ciudad de Buenos Aires (Av. Gral. Paz). Es en esta disposición municipal del Intendente Burman es donde se nombra oficialmente por primera vez al barrio como "Villa Martelli".
1980. Los límites definitivos. El Intendente de la dictadura cívico militar Pedro Augusto Orsini, el 30 de diciembre de 1980, establece los límites definitivos. Al este, su límite con Florida ya no es la Av. Mitre sino que se extiende hasta la Autopista Panamericana, incorporando así al llamado Barrio Padilla. El resto de los límites permanecen iguales a la disposición de 1964 del Intendente Burman. Con este cambio, la Estación Padilla, de la línea Belgrano Norte, se sitúa en Villa Martelli. Esta línea de ferrocarriles parte de la Estación Villa Rosa, en el Partido de Pilar, y  llega hasta la Estación Retiro, en Buenos Aires.

## Población
Con 26,059 habitantes (Indec, 2001) registrados en el último censo nacional, es el quinto barrio con más habitantes del partido.

### Toponimia
El nombre del barrio provendría de un martillero de la zona, César Martelli, propietario de tierras que luego vendió. Otras versiones aseguran que corresponde a Mario Martelli o Martello, cuidador de las tierras de una de las primeras familias que habitó la zona.

## Historia
La  parte sur de su territorio perteneció al desaparecido Partido de Belgrano, hoy Ciudad de Buenos Aires y se incorpora al Partido de San Isidro en 1887. En 1905, pasa a formar parte del recién creado Partido de Vicente López. El primer loteo de tierras se inicia el 6 de mayo de 1910. Villa Martelli nace como localidad por ordenanza N.º 2480, el 27 de julio de 1964.

## Tecnópolis
El Parque del Bicentenario que tiene su entrada principal sobre la colectora de la Avenida General Paz, es una exposición permanente de las más diversas muestras de ciencia, tecnología y arte. Fue inaugurado por la Presidenta de la Nación Dra. Cristina Fernández de Kirchner el 14 de julio de 2011. El predio de 55 ha formaba parte de la conmemoración del Bicentenario de la Revolución de Mayo de 1810.  Por primera vez en su historia, Villa Martelli recibía la visita de un primer mandatario elegido por el voto popular. Cristina Fernández estuvo presente en las inauguraciones de 2012, 2013, 2014 y 2015. En 2016, 2017 y 2018 fue visitado por el presidente Ing. Mauricio Macri.

## Círculo de Ajedrez de Villa Martelli
Es un Club de Ajedrez fundado 19 de agosto de 1954, uno de los más importantes de Argentina y Latinoamérica. Sus fundadores son: Benito Saiz (el 1° Presidente), Gregorio Duce, Julio Serrano, Rodolfo Fornaro, Alejandro Pritupluk, Herminio Lemos, Jesús García, Enrique Marín, Antonio Turtu, Antonio Cerín y Raúl Taborda. Se encuentra en la calle Laprida 3837. Su edificio es uno de los más grandes del mundo dedicado a la práctica del ajedrez. Es visitado por tres Campeones Mundiales de Ajedrez: GM Max Euwe (Holanda); GM Anatoli Kárpov (Rusia); y GM Gari Kaspárov (Rusia). Además, visita al Círculo, GM Bent Larsen (de Dinamarca),
En el Cìrculo de Ajedrez de Villa Martelli juega su última partida el GM Miguel Najdorf. En el Círculo funciona la Escuela Municipal de Ajedrez "Fray Ruy López de Segura" (creada en 1981) para distintos niveles y edades.

## Sociedad Cultural Polaca o Polonesa "Federico Chopin" de Villa Martelli
Fundada con gran esfuerzo por inmigrantes polacos el 10 de julio de 1949, está ubicada en Perú 882. Realiza diversas actividades culturales y recreativas.(Polskie Towarzystwo Kulturalne Im Fryderyka Chopina)

## Clubes históricos de Villa Martelli
Club Atlético "Huracán" de Villa Martelli.
1943-1948. Club Atlético "Colegiales". Fundado en 1908. Originario del Barrio de Retiro, en la ciudad de Buenos Aires, tiene provisoriamente su sede en Villa Martelli hacia el año 1943 hasta aproximadamente 1948. Estaba ubicado en Perú y Av. Central (o quizás Cetrángolo). Hoy se encuentra en Munro.
1948. Club Atlético "Laprida". Fundado el 1° de marzo de 1948, está situado en Laprida 4434. El 1° Presidente es el Sr. Tomás Maldonado. En 1955 el Club es Campeón Nacional Juvenil de Fútbol en el Torneo de la República organizado por el Gobierno Nacional. Reciben de manos del Presidente de la Nación un auto nuevo "Simca Rural" pero sólo retiran una orden con dinero para seguir construyendo el edificio del club. En los antiguos  bailes de carnavales, se presentan en el club: las orquestas de Osvaldo Pugliese, de Alfredo De Angelis y Oscar Alemán.
1951. Club Atlético "La Escuelita". Fundado el 20 de junio de 1951, está en Melo 4564. El 1° Presidente es el Sr. Norberto Rouk y algunos de sus fundadores son: Florentino Pérez, Manuel Pulleira y Héctor Argola. En 1965 ganan un torneo de fútbol organizado por el Club Atlético Chacarita Juniors. Los antiguos bailes de carnavales son animados por el disc-jockey del barrio llamado "Chocolate" que había perdido una mano en un accidente.
1952. "El Ciclón de Villa Martelli Football Club. Fundado el 11 de noviembre de 1952, está en Venezuela 4102. Su camiseta es Azul y Negra a rayas verticales.

## La Iglesia católica en Villa Martelli
| Diócesis     | San Isidro                                           |
| ------------ | ---------------------------------------------------- |
| 2 Parroquias | "Nuestra Señora de Fátima" y "Virgen de las Gracias" |

Ambas parroquias de la Iglesia católica pertenecen al Obispado o diócesis de San Isidro. La parroquia "Nuesta Señora de Fátima" tiene un Centro Misional llamado "María, madre de la Paz" en Zorraquín y Saubidet. Junto al templo "Nuestra Señora de Fátima" se encuentra el "Instituto Fátima" que comprende los tres niveles: inicial, primario y medio. El Instituto fue fundado por la Orden de la Santísima Trinidad (o Trinitarios) en 1964.
Por otra parte, la parroquia "Virgen de las Gracias" posee, en su atrio y jardín, un cenizario (o cinerario) llamado "Sagrado Corazón" para los difuntos del barrio. Además tiene 2 Centros Misionales: "Sagrado Corazón" en las calles Habana y Venezuela y "Nuestra Señora de Luján" en Berutti y Melo.

## La Iglesia Adventista del Séptimo Día en Villa Martelli
Su templo se encuentra en la calle Paraguay 251. En el templo se imparten Clases bíblicas y existe una Sociedad de Jóvenes.

## La Iglesia Cristiana Evangélica en Villa Martelli
Su templo se encuentra en Adolfo Alsina 3605, esquina EE. UU.

## Diario "El Martelliano"
Es un diario zonal creado por el vecino Hugo Daniel Pane el 17 de octubre de 1991. La tirada es mensual y su distribución es gratuita. La zona de mayor influencia es Villa Martelli. Contiene entrevistas a distintas personalidades y eventos de Villa Martelli.
"El Martelliano" publica su edición 300 en octubre de 2019, mismo mes que celebra su vigésimo octavo aniversario.